# Большая Липовая
Большая Липовая — деревня в Добрянском районе Пермского края России. Входит в состав Сенькинского сельского поселения.

## География
Деревня расположена на реке Кама.

## История
Деревня входит в состав муниципального образования «Сенькинское сельское поселение» согласно Закону Пермской области от 10 ноября 2004 года № 1743—358 «Об утверждении границ и о наделении статусом муниципальных образований административной территории города Добрянки Пермского края»

## Население
| 2010 |
| ---- |
| 0    |

## Инфраструктура
Дачи.

## Транспорт
Остановка общественного транспорта «Большая Липовая».

## Топографические карты
- Лист карты O-40-53 Доьрянка. Масштаб: 1 : 100 000. Издание 1977 г.